# Júravskaia
Júrvavskaia (en rus: Журавская) és una stanitsa del krai de Krasnodar, a Rússia. Es troba a la vora del riu Juravka. És a 15 km al nord de Korenovsk i a 74 km al nord-est de Krasnodar.
Pertany a aquest municipi la població de Kazatxe-Malióvani.

## Història
La vila es formà a partir de la unió de tres khútors fundats el 1879 en una zona del riu poblada de joncs i d'arbusts on hi havia moltes grues (que és l'animal que apareix a l'escut de la vila). El 1909 rebé l'estatus d'stanitsa i el seu nom actual, que deriva del nom del riu Juravka. El 1932 s'hi establiren dos kolkhozos, durant la Segona Guerra Mundial fou ocupada per les tropes de la Wehrmacht entre l'estiu del 1942 i el gener-febrer del 1943. El 1964 entrà al districte de Korenovsk.